# Batman vs. Robin
Série DCAMU
La Ligue des justiciers : Le Trône de l'Atlantide
(2015) Batman : Mauvais Sang
(2016)
Pour plus de détails, voir Fiche technique et Distribution.
Batman vs. Robin ou Batman et la conspiration des hiboux est un film d'animation américain réalisé par Jay Oliva, sorti directement en vidéo en 2015, 23e film de la collection DC Universe Animated Original Movies.
Le film est partiellement adapté de l'arc narratif La Cour des hiboux écrit par Scott Snyder, dessiné par Greg Capullo et publié par DC Comics en 2011. Il est la suite du film Le Fils de Batman dans la série DC Animated Movie Universe (DCAMU) basée sur la continuité The New 52.

## Synopsis
Damian Wayne s'est imposé comme Robin, mais il continue à se heurter avec son père Batman sur la règle de ne pas tuer les criminels. Quand il devient la cible du recrutement d'une société secrète appelée la Cour des hiboux (en), le duo doit faire face à sa plus grande opposition : l'autre.

## Fiche technique
- Titre original et français : Batman vs. Robin ou Batman et la conspiration des hiboux[1]
- Réalisation : Jay Oliva
- Scénario : J. M. DeMatteis, d'après les comics de Scott Snyder et Greg Capullo, et les personnages de DC Comics
- Musique : Frederik Wiedmann
- Direction artistique du doublage original : Andrea Romano
- Son : Matthew Thomas Hall, Carlos Sanches
- Montage : Christopher D. Lozinski
- Animation : The Answer Studio
- Coproduction : Alan Burnett
- Production déléguée : Benjamin Melniker, Sam Register et Michael E. Uslan
- Production exécutive : Toshiyuki Hiruma et Amy McKenna
- Sociétés de production : Warner Bros. Animation et DC Entertainment
- Société de distribution : Warner Home Video
- Pays de production :  États-Unis
- Langue originale : anglais
- Genre : animation, super-héros
- Durée : 76 minutes
- Dates de sortie :
  - États-Unis : 3 avril 2015 (avant-première au WonderCon d'Anaheim)
  - États-Unis : 14 avril 2015
  - France : 22 avril 2015
- Classification : PG-13 (interdit -13 ans) aux États-Unis

 Sauf indication contraire, les informations mentionnées dans cette section peuvent être confirmées par les bases de données cinématographiques IMDb et Allociné,  présentes dans la section « Liens externes ».

## Distribution

### Voix originales
- Jason O'Mara : Batman / Bruce Wayne
- Stuart Allan (en) : Robin / Damian Wayne
- David McCallum : Alfred Pennyworth
- Sean Maher : Nightwing / Dick Grayson
- Jeremy Sisto : l'Ergot (Talon en VO)
- Grey Griffin : Samantha
- "Weird Al" Yankovic : Dollmaker / Barton Mathis
- Robin Atkin Downes : le Grand Maître
- Peter Onorati : Draco
- Kevin Conroy : Thomas Wayne

### Voix françaises
- Adrien Antoine : Batman / Bruce Wayne
- Paolo Domingo : Robin / Damian Wayne
- Pierre Dourlens : Alfred Pennyworth
- Alexis Tomassian : Nightwing / Dick Grayson
- Maurice Decoster : l'Ergot
- Kelvine Dumour : Samantha
- Marc Perez : Dollmaker / Barton Mathis
- Jean-François Vlérick : le Grand Maître
- Michel Vigné : Draco, Thomas Wayne
Version française
  - Société de doublage : Dubbing Brothers
  - Direction artistique : Céline Krief
  - Adaptation : NC

 Source : voix originales et françaises sur Latourdesheros.com.